# Championnat de Guinée-Bissau de football 1986-1987
Navigation
Édition précédente Édition suivante
La saison 1986-1987 du Championnat de Guinée-Bissau de football est la treizième édition de la Primeira Divisião, le championnat de première division en Guinée-Bissau. Les seize équipes sont réparties en deux poules; où elles s'affrontent en matchs aller-retour. Afin de permettre la mise en place d'un championnat de deuxième division la saison suivante, les trois derniers de chaque groupe sont relégués tandis que le premier se qualifie pour la finale du championnat, qui décerne le titre national.
C'est le Sporting Clube de Bafatá qui remporte la compétition après avoir battu le Sport Bissau e Benfica lors de la finale nationale. Il s'agit du tout premier titre de champion de Guinée-Bissau de l'histoire du club.

## Les clubs participants
- Sporting Clube de Bissau
- UDI Bissau
- Sport Bissau e Benfica
- Ténis Clube de Bissau
- Desportivo de Gabú
- Clube de Futebol "Os Balantas"
- Ajuda Sport de Bissau
- Estrela Negra de Bolama
- Desportivo Recreativo Cultural de Farim
- Bula Futebol Clube
- Futebol Clube de Cantchungo
- Futebol Clube de Tombali
- Estrela Negra de Bissau
- Futebol Clube de Quinara
- Atlético Clube de Bissorã
- Sporting Clube de Bafatá

## Compétition

### Classement
Le classement est établi sur le barème de points suivant : victoire à 2 points, match nul à 1, défaite à 0.
| Rang | Équipe                         | Pts | J  | G  | N | P  | Bp | Bc | Diff |
| ---- | ------------------------------ | --- | -- | -- | - | -- | -- | -- | ---- |
| 1    | Sport Bissau e Benfica         | 25  | 14 | 11 | 3 | 0  | 39 | 9  | +30  |
| 2    | UDI Bissau                     | 21  | 14 | 10 | 1 | 3  | 29 | 10 | +19  |
| 3    | Estrela Negra de Bissau        | 20  | 14 | 7  | 6 | 1  | 26 | 13 | +13  |
| 4    | Futebol Clube de Tombali       | 14  | 14 | 5  | 4 | 5  | 21 | 27 | -6   |
| 5    | Atlético Clube de Bissorã      | 10  | 14 | 3  | 4 | 7  | 23 | 31 | -8   |
| 6    | Estrela Negra de Bolama        | 10  | 14 | 3  | 4 | 7  | 19 | 25 | -6   |
| 7    | Clube de Futebol "Os Balantas" | 7   | 14 | 1  | 5 | 8  | 10 | 26 | -16  |
| 8    | Futebol Clube de Quinara       | 5   | 14 | 2  | 1 | 11 | 14 | 39 | -25  |

| Rang | Équipe                                  | Pts | J  | G  | N | P | Bp | Bc | Diff |
| ---- | --------------------------------------- | --- | -- | -- | - | - | -- | -- | ---- |
| 1    | Sporting Clube de Bafatá                | 24  | 14 | 11 | 2 | 1 | 37 | 14 | +23  |
| 2    | Desportivo de Gabú                      | 21  | 14 | 10 | 1 | 3 | 27 | 14 | +13  |
| 3    | Sporting Clube de BissauC T             | 18  | 14 | 8  | 2 | 4 | 23 | 18 | +5   |
| 4    | Bula Futebol Clube                      | 14  | 14 | 6  | 2 | 6 | 26 | 25 | +1   |
| 5    | Desportivo Recreativo Cultural de Farim | 13  | 14 | 6  | 1 | 7 | 18 | 26 | -8   |
| 6    | Ajuda Sport de Bissau                   | 8   | 14 | 2  | 4 | 8 | 18 | 23 | -5   |
| 7    | Ténis Clube de Bissau                   | 6   | 13 | 2  | 2 | 9 | 12 | 29 | -17  |
| 8    | Futebol Clube de Cantchungo             | 6   | 13 | 2  | 2 | 9 | 14 | 26 | -12  |

|  | Qualification pour la finale nationale                         |
|  | Relégation directe en deuxième division                        |
|  | T : Tenant du titre C : Vainqueur de la Coupe de Guinée-Bissau |

### Matchs

#### Finale du championnat
| 16 mai 1987 | Sporting Clube de Bafatá | 3 - 2 ap | Sport Bissau e Benfica         | Estádio Lino Correia, Bissau |                          |
|             | Pana 4e, 96e · Dadí 101e |          | Watche 57e · Clodé 105e (pen.) | Arbitrage : José de Pina     | Arbitrage : José de Pina |

## Bilan de la saison
| Championnat de Guinée-Bissau de football 1986-1987 |                                      |
| Champion                                           | Sporting Clube de Bafatá (1er titre) |
| Coupes et trophées                                 |                                      |
| Vainqueur de la Coupe de Guinée-Bissau 1986-1987   | Sporting Clube de Bissau             |
| Qualifications continentales                       |                                      |
| Coupe des clubs champions africains 1988           | Aucun                                |
| Coupe des Coupes 1988                              | Aucun                                |
| Coupe de l'UFOA 1988                               | Aucun                                |
| Promotions et relégations                          |                                      |
| Promus en Primeira Divisião                        | Aucun                                |
| Relégués en Segunda Divisião                       | Ajuda Sport de Bissau                |
| Relégués en Segunda Divisião                       | Ténis Clube de Bissau                |
| Relégués en Segunda Divisião                       | Futebol Clube de Cantchungo          |
| Relégués en Segunda Divisião                       | Estrela Negra de Bolama              |
| Relégués en Segunda Divisião                       | Clube de Futebol "Os Balantas"       |
| Relégués en Segunda Divisião                       | Futebol Clube de Quinara             |